# Де Грот, Ситске
Ситске де Грот (нидерл. Sytske de Groot, род. 3 апреля 1986) — голландская спортсменка, гребчиха, призёр чемпионата мира по академической гребле и Олимпийских игр 2012 года.

## Биография
Ситске де Грот родилась 3 апреля 1986 года в нидерландском городе Делфт, провинция Южная Голландия. Тренируется в Делфте на базе клуба — «DSR Proteus-Eretes». Профессиональную карьеру гребца начала с 2005 года. Изучала инженерное дело на морском факультете при Техническом университете города Делфт.
На чемпионате мира по академической гребле в Познани 2009 де Грот выступала в составе голландской команды. В заплыве восьмерок они заработали бронзовую медаль, где с результатом 6:07.43 они уступили соперницам из Румынии и США.
Серебряную медаль принесло участие де Грот на чемпионате Европы по академической гребле 2010 года в португальском городе Монтемор-у-Велью. В заплыве восьмёрок её команда с результатом 6:39.35 заняла второе место, уступив первенство соперницам из Румынии (6:36.45).
На Летние Олимпийские игры 2012 года в Лондоне де Грот квалифицировалась в составе восьмёрок. Команда голландских гребцов пришли к финишу третьей и заработала бронзовую медаль (06:13.120), уступив соперницам из Канады (06:12.060 — 2е место) и США (06:10.590 — 1е место).